# Eleição parlamentar na Turquia em 2018
A eleição parlamentar na Turquia foi realizada a 24 de junho de 2018, sendo esta primeira vez, após a alteração constitucional aprovada no referendo de 2017, que esta eleição coincidiu com a eleição presidencial. O referendo de 2017 alterou o sistema constitucional turco, passando de um regime parlamentar para um regime presidencialista.
Num novo sistema eleitoral que favorece as alianças de partidos (isentos da barreira de 10% para eleger deputados) e com um parlamento que passou de 550 para 600 deputados, o grande vencedor foi a Aliança Popular, liderada pelo Partido da Justiça e Desenvolvimento de Erdogan, que conseguiu mais de 50% dos votos e manter a maioria parlamentar.

## Partidos Concorrentes
| N.º | Aliança     | Aliança          | Partido                      | Partido                              | Partido                 | Ideologia                 | Líder                |
| --- | ----------- | ---------------- | ---------------------------- | ------------------------------------ | ----------------------- | ------------------------- | -------------------- |
| 1   |             | Aliança Popular  |                              | Partido da Justiça e Desenvolvimento | AKP                     | Conservadorismo social    | Recep Tayyip Erdoğan |
| 2   |             | Aliança Popular  | Partido de Ação Nacionalista | MHP                                  | Nacionalismo turco      | Devlet Bahçeli            |                      |
| 3   | Sem aliança | Sem aliança      |                              | Partido da Causa Livre               | HÜDA PAR                | Pan-islamismo             | Mehmet Yavuz         |
| 4   | Sem aliança | Sem aliança      |                              | Partido Patriótico                   | VP                      | Nacionalismo de esquerda  | Doğu Perinçek        |
| 5   | Sem aliança | Sem aliança      |                              | Partido Democrático dos Povos        | HDP                     | Direitos da minoria curda | Pervin Buldan        |
| 6   |             | Aliança da Nação |                              | Partido Republicano do Povo          | CHP                     | Kemalismo                 | Kemal Kılıçdaroğlu   |
| 7   |             | Aliança da Nação | Partido da Felicidade        | SAADET                               | Nacionalismo religioso  | Temel Karamollaoğlu       |                      |
| 8   |             | Aliança da Nação | Partido do Bem               | İYİ                                  | Conservadorismo liberal | Meral Akşener             |                      |

## Resultados Oficiais
| Partido/Aliança         | Partido/Aliança               | Partido/Aliança                      | Votos          | %               | +/-       | Deputados | +/-     |
| ----------------------- | ----------------------------- | ------------------------------------ | -------------- | --------------- | --------- | --------- | ------- |
|                         |                               | Partido da Justiça e Desenvolvimento | 21 338 693     | 42,56 / 100,00  | 6,94      | 295 / 600 | 22      |
|                         | Partido de Ação Nacionalista  | 5 565 331                            | 11,10 / 100,00 | 0,80            | 49 / 600  | 9         |         |
| Aliança Popular         | Aliança Popular               | 26 904 024                           | 53,66 / 100,00 | 7,74            | 344 / 600 | 13        |         |
|                         |                               | Partido Republicano do Povo          | 11 354 190     | 22,65 / 100,00  | 2,67      | 146 / 600 | 12      |
|                         | Partido do Bem                | 4 993 479                            | 9,96 / 100,00  | Novo            | 43 / 600  | Novo      |         |
|                         | Partido da Felicidade         | 672 139                              | 1,34 / 100,00  | 0,66            | 0 / 600   | Estável   |         |
| Aliança da Nação        | Aliança da Nação              | 17 019 808                           | 33,95 / 100,00 | 7,95            | 189 / 600 | 55        |         |
|                         | Partido Democrático dos Povos | Partido Democrático dos Povos        | 5 867 302      | 11,70 / 100,00  | 0,94      | 67 / 600  | 8       |
|                         | Partido da Causa Livre        | Partido da Causa Livre               | 155 539        | 0,31 / 100,00   | Novo      | 0 / 600   | Novo    |
|                         | Partido Patriótico            | Partido Patriótico                   | 114 872        | 0,23 / 100,00   | 0,02      | 0 / 600   | Estável |
|                         | Candidatos Independentes      | Candidatos Independentes             | 75 630         | 0,15 / 100,00   | 0,04      | 0 / 600   | Estável |
| Votos Inválidos         | Votos Inválidos               | Votos Inválidos                      | 1 052 269      | 2,06 / 100,00   | 0,62      |           |         |
| Total                   | Total                         | Total                                | 51 189 444     | 100,00 / 100,00 |           | 600 / 600 | 50      |
| Eleitorado/Participação | Eleitorado/Participação       | Eleitorado/Participação              | 59 367 469     | 86,22 / 100,00  | 0,99      |           |         |
| Fonte                   | Fonte                         | Fonte                                | YSK            | YSK             | YSK       | YSK       | YSK     |